# Seweryn Smolikowski
Seweryn Smolikowski (ur. 10 stycznia 1850 w Twerze, zm. 29 października 1920 w Warszawie) – polski historyk filozofii, bibliofil, kolekcjoner sztuki, filantrop, członek Towarzystwa Naukowego Warszawskiego.

## Życiorys
Był synem Seweryna i Melanii z Komajewskich. Uczęszczał do II Gimnazjum w Warszawie do 1867, podjął następnie studia prawnicze w Szkole Głównej Warszawskiej, które ukończył już po przekształceniu uczelni w Cesarski Uniwersytet Warszawski w 1874. W tym roku uzyskał na Uniwersytecie Jagiellońskim stopień kandydata praw na podstawie pracy Izłożenie naczał pozitiwnoj fiłosofii i sociołogii O. Komta (opublikowanej w 1886).
Był wieloletnim redaktorem „Biblioteki Warszawskiej” (1874-1891), współpracował z Antykwariatem Polskim H. Wildera w Warszawie oraz Towarzystwem Biblioteki Publicznej w Warszawie. Zaangażowany w działalność charytatywną, pełnił funkcję prezesa Stowarzyszenia Dobroczynnego „Samarytanin”. Zgromadził bogaty księgozbiór (około 30 tysięcy tomów i druków od XVI do XIX wieku). W 1908 został członkiem rzeczywistym Towarzystwa Naukowego Warszawskiego. Prowadził bogate życie towarzyskie; uwikłany w wiele romansów, został zamordowany w celach rabunkowych przez przyjaciela jednej ze swoich znajomych.
Pozostawił po sobie bogatą kolekcję rycin, głównie grafików szkół europejskich oraz rytowników polskich, a także wspaniałą bibliotekę. Po śmierci kolekcjonera zbiory te trafiły do Biblioteki Narodowej (książki i mapy) oraz do Muzeum Narodowego w Warszawie (ryciny, rysunki, fotografie, obrazy i rzeźby).
Jako badacz interesował się historią filozofii XVIII i XIX wieku oraz socjologią ogólną. Prowadził badania porównawcze nad pozytywizmem angielskim, niemieckim i francuskim, badał dorobek Augusta Comte′a oraz myśl filozoficzną Arthura Schopenhauera. W latach 1882–1883 uczestniczył w przygotowaniu jubileuszowej edycji dzieł Jana Kochanowskiego.

## Wybrane prace
- Podróże u nas dawniej i teraz (1874)
- Religia pozytywna (1875)
- Pestalozzi (1876)
- W sprawie Szczerbca Bolesławowego (1879)
- Cywilizacya i jej prawa (1880)
- Sofiści greccy i współcześni (1880)
- Rozbiór krytyczny podstaw zasadniczych filozofii Schopenhauera (1881)
- Uczenie Ogiusta Komta ob obszczestwia (1881)
- Filozofia wyzwolenia. Przyczynek do dziejów pessymizmu (1883)
- Studya krytyczne (1886)
- Męka Pańska w sztuce (1891)
- Ze wspomnień osobistych (1917)

## Życiorys
- Biogramy uczonych polskich, Część I: Nauki społeczne, zeszyt 3: P-Z, Wrocław 1985
- J. Sikorska, Seweryn Smolikowski (1850-1920), w: Miłośnicy grafiki i ich kolekcje w zbiorach Muzeum Narodowego w Warszawie, Warszawa 2006, s. 160-190
- Miłośnicy grafiki i ich kolekcje w zbiorach Muzeum Narodowego w Warszawie, strona o wystawie: www.kolekcjonerzy.mnw.art.pl